# 山崎インターチェンジ (神奈川県)
山崎インターチェンジ（やまざきインターチェンジ）は、神奈川県足柄下郡箱根町にある小田原箱根道路・箱根新道のインターチェンジである。
元々は箱根新道の起点で国道1号現道との接続地点であったが、小田原箱根道路の開通に伴い箱根新道・小田原箱根道路の接続地点となり、両道路と国道1号が接続するランプウェイが付随するかたちになった。
一方、当初は当ICで小田原箱根道路と国道1号は接続されておらず（箱根新道へ直結するのみ）、小田原厚木道路・西湘バイパスから箱根湯本方面へ向かうには、小田原箱根道路に入らずに直前の箱根口ICで国道1号へ降りなければならなかったが、2015年3月21日に当ICの立体部が完成し、小田原箱根道路と国道1号箱根湯本方面とが直接行き来可能になった。

## 接続道路
- 国道1号

## 歴史
- 1962年（昭和37年）3月31日 - 箱根新道全線開通に伴い供用開始。
- 2005年（平成17年）3月28日 - 小田原箱根道路と接続。

## 周辺
- 箱根湯本温泉
- 箱根町立郷土資料館
- 神奈川県立生命の星・地球博物館
- 箱根湯本駅
- 入生田駅
- 箱根町役場
- 神奈川県道732号湯本元箱根線（旧東海道）

## 隣
小田原箱根道路
箱根口IC - 湯本山崎ランプ - 山崎IC
箱根新道
山崎IC - 須雲川IC